# Cianciana

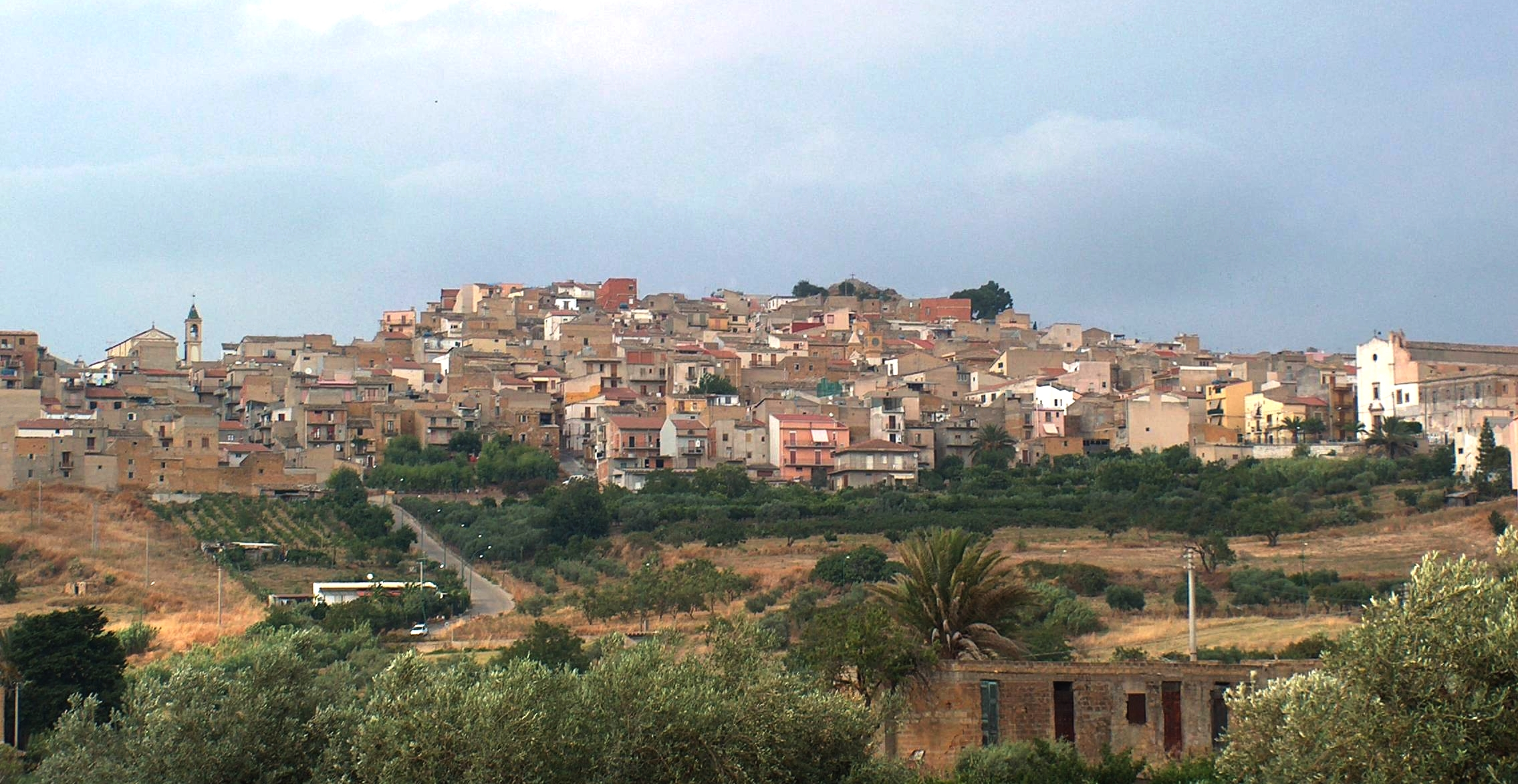
Cianciana

Cianciana is een gemeente in de Italiaanse provincie Agrigento (regio Sicilië) en telt 3866 inwoners (31-12-2004). De oppervlakte bedraagt 37,7 km², de bevolkingsdichtheid is 103 inwoners per km².

## Demografie
Cianciana telt ongeveer 1684 huishoudens. Het aantal inwoners daalde in de periode 1991-2001 met 20,2% volgens cijfers uit de tienjaarlijkse volkstellingen van ISTAT.
| Jaar | Inwoneraantal |
| ---- | ------------- |
| 1991 | 5103          |
| 2001 | 4073          |

## Geografie
De gemeente ligt op ongeveer 390 m boven zeeniveau.
Cianciana grenst aan de volgende gemeenten: Alessandria della Rocca, Bivona, Cattolica Eraclea, Ribera, Sant'Angelo Muxaro.